# Anita Simoncini
Anita Simoncini (nascida em 14 de abril de 1999) é uma cantora samarinesa, que irá representar San Marino no Festival Eurovisão da Canção 2015, juntamente com Michele Perniola, com a música "Chain of Lights". Anita representou seu país no Festival Eurovisão da Canção Júnior 2014, realizado em Malta, em 15 de novembro de 2014.

## Discografia

### Singles

#### comThe Peppermints
| Ano  | Título              | Álbum           |
| ---- | ------------------- | --------------- |
| 2014 | "Breaking My Heart" | Não álbum único |

#### Solo
| Ano  | Título                                   | Álbum           |
| ---- | ---------------------------------------- | --------------- |
| 2015 | "Chain of Lights" (com Michele Perniola) | Não álbum único |